# Orosfaia
Orosfaia – wieś w Rumunii, w okręgu Bistrița-Năsăud, w gminie Milaș. W 2011 roku liczyła 393 mieszkańców.